# Immortal (Kid Cudi)
Immortal è un singolo del cantante statunitense Kid Cudi pubblicato il 14 marzo 2013 come terzo estratto dall'album Indicud.
Il brano è stato scritto da Scott Mescudi, Andrew VanWyngarden, Benjamin Goldwasser e prodotto da Kid Cudi stesso.

## Classifiche
| Classifica (2013)                   | Posizione massima |
| ----------------------------------- | ----------------- |
| Stati Uniti (Hot R&B/Hip-Hop Songs) | 48                |